# Ana María Mari Machado
Ana María Mari Machado (Calabazar de Sagua, Encrucijada, Las Villas, 22 de mayo de 1963 - ) es una abogada y política cubana. Licenciada en Derecho y Especialista en Derecho Penal. Vicepresidenta de la Asamblea Nacional del Poder Popular (ANPP) desde 2012 hasta la actualidad.

## Biografía
Ana María Mari Machado nació el 22 de mayo de 1963 en Calabazar de Sagua, en el municipio de Encrucijada, entonces provincia de Las Villas, actualmente Villa Clara. Estudió Derecho en la Universidad Central de Las Villas. Fue miembro de la FEEM y la FEU.
Fue asesora jurídica, jueza y presidenta del Tribunal Municipal Popular de Encrucijada, en su provincia natal. Presidió el Tribunal Provincial Popular de Villa Clara y fue electa Vicepresidenta del Tribunal Supremo Popular. 
Posteriormente, fue delegada a la Asamblea Provincial del Poder Popular de Villa Clara y presidió la Comisión Electoral Nacional en 2010. Asistió al VI y VII Congreso del Partido Comunista de Cuba. Igualmente, fue delegada a la Primera Conferencia Nacional del PCC. Diputada a la Asamblea Nacional por el municipio Quemado de Güines, Villa Clara. Es miembro del Comité Central del PCC.
Fue reelecta Vicepresidenta de la Asamblea Nacional del Poder Popular el 18 de abril de 2018 en la Sesión Constitutiva de la IX Legislatura, en el Palacio de las Convenciones de La Habana.
También resultó electa como Vicepresidenta de la Asamblea Nacional del Poder Popular (ANPP) y del Consejo de Estado de la República de Cuba en la sesión extraordinaria de la IX Legislatura de la Asamblea Nacional del Poder Popular (ANPP), efectuada el 10 de octubre de 2019, igualmente en el Palacio de las Convenciones de La Habana. Fue reelecta en 2023.